# Live in Marseille 2000
Live in Marseille 2000 este cel de-al patrulea album live al formației Mayhem. Concertul a avut loc în Marsilia, Franța în data de 24 septembrie 2000.
Albumul a fost lansat concomitent cu European Legions: Live in Marseille 2000, versiunea video (pe VHS și DVD) a concertului mai sus menționat; varianta DVD include interviuri cu membrii formației și poze din spatele scenei.

## Lista pieselor
- Piesele 1, 9 și 12 sunt de pe Deathcrush
- Piesele 2, 5, 8, 10 și 13 sunt de pe Grand Declaration of War
- Piesele 3, 7 și 15 (prima parte) sunt de pe Wolf's Lair Abyss
- Piesele 4 și 14 sunt de pe Pure Fucking Armageddon
- Piesele 6, 11 și 15 (a doua parte) sunt de pe De Mysteriis Dom Sathanas

1. "Intro (Silvester Anfang)" - 01:57
2. "In The Lies Where Upon You Lay" - 04:41
3. "Fall Of Seraphs" - 05:34
4. "Carnage" - 04:25
5. "Crystalized Pain In Deconstruction" - 03:40
6. "Buried By Time And Dust" - 03:33
7. "Symbols Of Bloodswords" - 04:14
8. "View From Nihil" - 03:47
9. "Deathcrush" - 03:28
10. "To Daimonion" - 03:20
11. "Freezing Moon" - 06:14
12. "Chainsaw Gutsfuck" - 04:39
13. "A Time To Die" - 01:53
14. "Pure Fucking Armageddon" - 01:49
15. "I Am Thy Labyrinth / From The Dark Past" - 08:26

## Personal
- Maniac - vocal
- Blasphemer - chitară
- Necrobutcher - chitară bas
- Hellhammer - baterie